# Jeinkler Aguirre
Jeinkler Aguirre (Camagüey, 14 de junho de 1990) é um saltador de Cuba. Ele é um especialista na plataforma.
Representou seu país nos Jogos Pan-Americanos de 2011 e 2015, com um ouro e uma prata. Seu principal parceiro é o experiente José Guerra.